# بیلی شروود
بیلی شروود (انگلیسی: Billy Sherwood؛ زادهٔ ۱۴ مارس ۱۹۶۵) یک موسیقی‌دان اهل ایالات متحده آمریکا است. وی از سال ۱۹۸۰ میلادی تاکنون مشغول فعالیت بوده‌است.